# Девушка, которая искала чужую тень
«Девушка, которая искала чужую тень» (швед. Mannen Som Sökte Sin Skugga) — детективный роман шведского журналиста и писателя Давида Лагеркранца, являющийся вторым продолжением трилогии «Миллениум» Стига Ларссона о жизни девушки-хакера Лисбет Саландер и журналиста Микаэля Блумквиста. Книга вышла в свет в сентябре 2017 года.

## Сюжет
После событий предыдущего романа Лагеркранца Лисбет Саландер приходится отбывать небольшой срок в женской тюрьме. Там Лисбет сталкивается с издевательствами над уроженкой Бангладеш со стороны другой заключённой. После того, как бывший опекун Саландер адвокат Хольгер Пальмгрен приходит к ней с новой информацией о её прошлом, Лисбет обращается за помощью к Микаэлю Блумквисту. Герои расследуют подробности давних экспериментов шведских учёных над близнецами, где подопытными стали Лисбет и её сестра.

## Отзывы критиков
В рецензии от The Washington Post говорится, что «Девушка, которая искала чужую тень» «усиливает элемент мистики творческого видения Ларссона» и является увлекательной книгой. Однако издание The Guardian не согласилось с этим, ссылаясь на «медлительность сюжета» и создание напряжённых моментов за счёт «организованных прерываний повествования и задержек, и это раздражает». В отзыве от USA Today говорится, что Лисбет Саландер — захватывающий персонаж, но она относительно мало присутствует в книге. Рецензент журнала Paste также отмечает, что вместо Саландер Лагеркранц предпочитает писать о новых, созданных им самим персонажах.